# Analisi transazionale
L'Analisi Transazionale è una teoria psicologica sviluppata da Eric Berne negli anni '50. Si basa sull'idea che la personalità di un individuo sia composta da tre stati dell'Io: Genitore, Adulto e Bambino. Questi stati influenzano pensieri, emozioni e comportamenti, e l'analisi delle interazioni tra essi, chiamate "transazioni", aiuta a comprendere e migliorare le dinamiche relazionali.

## Nascita e sviluppo dell'analisi transazionale
La teoria originaria dell'Analisi Transazionale, così come venne elaborata da Eric Berne, ha radici nella psicoanalisi, ma si distingue per il suo approccio più accessibile e pragmatico. Piuttosto che essere una semplice evoluzione in senso relazionale della psicoanalisi freudiana, può essere considerata una riformulazione che integra elementi della fenomenologia e della teoria della comunicazione, distaccandosi dall'impianto più strettamente metapsicologico della psicoanalisi classica.
Le basi empiriche e fenomenologiche dell'Analisi Transazionale, unite a una struttura epistemologica influenzata dal pragmatismo filosofico, ne fanno non solo una teoria della personalità, ma anche una teoria dello sviluppo e della comunicazione interpersonale. A differenza della concezione freudiana, che in alcuni suoi modelli iniziali utilizzava metafore meccanicistiche o idrauliche per descrivere il funzionamento della psiche, l'Analisi Transazionale pone maggiore enfasi sulla funzione sociale del linguaggio e sulle transazioni comunicative, rendendo il processo terapeutico più centrato sul qui e ora.
Anche gli influssi dell'approccio centrato sulla persona di Carl Rogers sono evidenti nell'Analisi Transazionale, in particolare per l'attenzione all'autenticità, all'empatia e ai bisogni individuali del paziente. Tuttavia, a differenza dell'approccio rogersiano, l'AT mantiene una struttura più direttiva e basata su contratti terapeutici che definiscono gli obiettivi del percorso. Negli anni cinquanta, la teoria della comunicazione conobbe importanti sviluppi grazie agli studi della Scuola di Palo Alto e ai progressi nella cibernetica. Berne integrò alcuni di questi concetti nella sua teoria, formulando le Regole della comunicazione che rappresentano una sintesi delle conoscenze dell'epoca applicate alla psicologia analitico-transazionale.
Berne morì nel 1970, lasciando aperte diverse questioni teoriche che non ebbe il tempo di elaborare compiutamente. Dopo la sua scomparsa, l’Analisi Transazionale conobbe una fase di ampliamento e integrazione, in cui studiosi e terapeuti arricchirono il modello originario con contributi provenienti da altre scuole teoriche, in particolare dalla Gestalt Therapy e dagli approcci cognitivo-comportamentali. Questo processo portò l’AT a evolversi in direzioni più eclettiche, mantenendo alcuni elementi delle sue radici psicodinamiche, ma sviluppando anche nuove prospettive terapeutiche più strutturate e orientate al cambiamento cognitivo e comportamentale.
Negli stessi anni, l’Analisi Transazionale venne scoperta dall’editoria divulgativa americana, orientata alla manualistica semplificata e ai testi di auto-aiuto. Libri come I’m OK – You’re OK di Thomas Harris e Born to Win di Muriel James e Dorothy Jongeward contribuirono alla diffusione dell’AT presso il grande pubblico, ma al prezzo di una certa semplificazione dei concetti teorici. Questo portò a un'ampia adozione dell’AT in ambito formativo e aziendale, contribuendo alla percezione, ancora oggi diffusa in alcuni ambienti, di una teoria più adatta alla formazione manageriale e alla crescita personale che all’applicazione terapeutica. Tuttavia, mentre l’AT veniva riformulata in chiave divulgativa, il suo sviluppo clinico continuava grazie al lavoro di autori come Richard Erskine, che ne approfondirono gli aspetti terapeutici e relazionali.
Un approccio approfondito all'Analisi Transazionale (AT) consente di coglierne le peculiarità teoriche e cliniche, al di là delle semplificazioni tipiche degli approcci divulgativi. In particolare, i legami con la psicoanalisi freudiana risultano evidenti, non solo per le analogie tra le topiche freudiane e i tre stati dell’Io proposti da Berne, ma anche per l'importanza attribuita all’analisi del transfert e del controtransfert in una parte significativa della pratica terapeutica transazionale.
Uno dei concetti centrali della teoria berniana, il copione (life script), è stato definito da alcuni autori come "un dramma transferale", a sottolineare quanto le dinamiche relazionali precoci influenzino profondamente la costruzione del proprio piano di vita. La vicinanza tra AT e psicoanalisi è così stretta che autori italiani come Carlo Moiso e Michele Novellino hanno delineato una vera e propria corrente psicodinamica all’interno dell’Analisi Transazionale.
Negli ultimi anni, la teoria dell’AT ha conosciuto un rinnovato sviluppo grazie al contributo di studiosi anglosassoni, orientato all'integrazione con le più recenti scoperte neuroscientifiche. In particolare, si indaga oggi sulle basi neurofisiologiche degli stati dell’Io, sull’accesso alle memorie implicite e sulla formazione delle memorie episodiche, in un dialogo sempre più stretto tra AT, neuroscienze e psicoterapia relazionale contemporanea.

## Le scuole teoriche
L'evoluzione post berniana della teoria analitico transazionale ha dato origine ad alcune scuole:
1. la scuola classica, che si fonda sull'opera originaria di Berne;
2. la scuola della ridecisione, basata sullo sviluppo operato da Bob e Mary Goulding;[16]
3. la scuola della rigenitorializzazione, fondata dai coniugi Schiff, particolarmente orientata alla terapia delle psicosi.[17]
4. la scuola eclettica, sul pensiero di Erskine e Zalcman[18], da cui si evolverà, a partire dagli anni settanta, la scuola integrativa che darà vita alla Associazione Internazionale di Psicoterapia Integrativa (I.I.P.A.).[19]

## Principi teorici

### I tre stati dell'io
L'analisi transazionale teorizza l'io come formato da tre strutture rappresentate graficamente come una sola personalità, ovvero i tre Stati dell'Io, ognuno con le proprie funzioni:
1. Genitore (Esteropsiche)
2. Adulto (Neopsiche)
3. Bambino (Archeopsiche)

La comunicazione tra due individui può essere letta come una transazione (o scambio) tra stati diversi o omologhi dei due io, quindi si parla nel primo caso di "transazioni incrociate" e nel secondo di "transazioni complementari".
Ogni comunicazione avviene su due livelli che si influenzano reciprocamente, il contenuto (il cosa si dice) e la forma (il come lo si dice). Si comunica secondo segnali verbali e non verbali e se il verbale è contraddetto dal non verbale, si ha un'incongruenza (un meccanismo simile a ciò che nella teoria di Bateson è detto "Doppio legame"). Ciascuno di noi è libero e responsabile dei propri comportamenti.
Ogni stato dell'Io ha connotazioni positive e connotazioni negative, a seconda che favorisca oppure impedisca l'indipendenza della persona.

#### Io Genitore
La parte genitoriale dell'io è quella dove sono custoditi i sentimenti, i comportamenti, le emozioni, gli insegnamenti, gli esempi che noi abbiamo appreso dai nostri genitori e figure che ci hanno educato. Quando una persona si trova nello stato Genitore, egli reagisce secondo i modelli di suo padre o sua madre. Il Genitore si manifesta in due modi: come influenza e come stato attivo dell'io. Quando è attivo, la persona reagisce come i suoi reagivano. Quando è un'influenza, egli reagisce come i suoi volevano che lui reagisse.
Il Genitore si divide in due tipi: normativo e affettivo, ognuno dei quali ha il suo aspetto positivo e negativo. La funzione genitoriale normativa, nella sua accezione positiva, guida, insegna e offre regole e valori, mentre nella sua accezione negativa, critica, impone, rimprovera, punisce, svaluta. La funzione genitoriale affettiva, nella sua accezione positiva cura e incoraggia, mentre nella sua accezione negativa è iperprotettiva, si sostituisce e condiziona l'affetto ad un avere.

#### Io Adulto
La parte adulta è la parte razionale di tutti noi, dove si elaborano le informazioni. L'Adulto esamina la situazione e valuta di conseguenza, effettuando un "calcolo di probabilità". Se, ad esempio, devo attraversare la strada, il mio Adulto mi deve dire che ci sono buone probabilità che non mi investano. È da notare che il concetto di Adulto di Berne si ritrova nel concetto cognitivista di "mente come elaboratore dell'informazione".
Lo stato adulto, nella sua funzione positiva vive oggettivamente la realtà, vivendo il "qui e ora", non drammatizza l'errore e decide in base a ciò che è noto; qualora sia contaminato e non ben funzionante trascura le emozioni ed i valori e non si cura dei rapporti interpersonali. Quindi, quando sono nell'adulto, io uso tutte le mie facoltà intellettuali so valutare la situazione.

#### Io Bambino
La parte bambino dell'Io è dove è racchiusa la spontaneità e l'emotività.
Il Bambino racchiude tutte quelle esperienze, quei comportamenti che noi mettemmo in atto nella nostra infanzia.
Quando sono nel Bambino io mi comporto non come un bambino in generale, ma come io mi comportavo quando ero bambino.
Il Bambino si divide in adattato e naturale, che ha i suoi aspetti positivi e negativi come il Genitore.
Il Bambino adattato è obbediente, buono, docile, sotto il controllo del Genitore interiore.
Il Bambino naturale è spontaneo, allegro, non controllato dal Genitore interiore.
Gli aspetti del Bambino Adattato sono positivo, che accetta le regole, collabora e agisce per farsi accettare, e quello negativo che si sottomette alle regole, si compiange e subisce per farsi accettare.
Bambino Ribelle positivo, che ha spirito d'iniziativa, e quello negativo che è sempre contrario per principio.
Bambino Libero positivo, che si esprime in tutto liberamente, mostrandosi apertamente, e quello negativo che ha paura ad esporsi ed esprimersi, è intimidito e si isola.

### Le tre 'fami'
Perché la nostra psiche si mantenga in equilibrio, essa deve soddisfare le sue 'fami'.
Ve ne sono di tre tipi:
1. fame di stimolo: tutti gli esseri umani vanno alla ricerca di stimoli e sensazioni;
2. fame di riconoscimento: ognuno di noi ha bisogno di sapere che esiste, che non è un fantasma in mezzo agli altri;
3. fame di struttura: come strutturare il tempo nelle ore di veglia.

#### Come soddisfare le 'fami': carezze e transazioni
Cammino per la strada, incontro un amico e lo saluto.
Lui mi risaluta. Ci siamo appena scambiati due "carezze".
Berne definisce una carezza come "qualsiasi atto che implica il riconoscimento dell'altra persona".
Salutando il mio amico io l'ho riconosciuto, cioè mi sono accorto di lui, e così lui sa di esistere.
Le carezze quindi soddisfano le due fami di stimolo e di riconoscimento.
Una serie di carezze si definisce transazione.
Più sotto parleremo della stroke economy, teoria ideata da Claude Steiner, altro analista transazionale importante.

#### Esempio di transazione
- Il marito chiede: "Sai dov'è la mia cravatta nera? Non la trovo da nessuna parte" (Adulto → Adulto).
- Se la moglie risponde: "Non so, non l'ho vista", abbiamo una transazione complementare e diametralmente opposta (Adulto → Adulto).
- Se la moglie risponde: "Perché dai sempre la colpa a me?" si determina una transazione incrociata (con il Bambino che risponde al Genitore, invece dell'Adulto che replica all'Adulto), interrompendo la comunicazione; lo stesso effetto si verifica con la risposta: "Ecco, perdi sempre tutto!" (in questo caso, è il Genitore della moglie che si rivolge al Bambino del marito).

### L'egogramma
Uno strumento utilizzato dall'Analisi Transazionale è l'egogramma che consiste in un grafico cartesiano prodotto esaminando le risposte fornite dall'osservazione del comportamento. 
L'egogramma ha in ordinata i punteggi riferiti alle risposte e in ascissa gli stati dell'Io. L'istogramma che si forma per ogni stato fornisce l'energia spesa, la differenza energetica tra uno stato e l'altro fornisce una descrizione degli stati dominanti. Ovviamente, dato che ogni stato dell'Io può avere una forma positiva e una forma negativa, il risultato non fornisce un giudizio sull'individuo, ma solo la forma probabile che prenderanno le sue transazioni con gli altri individui.

### Carezze (Stroke Economy)
Le transazioni consistono in uno scambio di stimoli che in AT vengono denominati Carezze (strokes) o Riconoscimenti. L'AT considera le carezze e le modalità del loro scambio come strumento di diagnosi e di terapia. Durante lo sviluppo della personalità, l'individuo può imparare alcune regole non verbali che costituiscono la base della cosiddetta Stroke Economy, ovvero di una "economia di carezze" che crea scarsità di amore e affetto imponendo una serie di regole che governano, appunto, lo scambio di carezze: 
- non chiedere le carezze che desideri,
- non dare le carezze che desideri dare,
- non rifiutare le carezze che non desideri,
- non accettare le carezze anche se le vuoi,
- non dare carezze a te stesso.

La Stroke Economy può essere insegnata dai genitori o dalle altre figure di attaccamento nel periodo in cui l'individuo dipende da loro per il proprio sviluppo e per migliorare il necessario controllo legato alla responsabilità. In seguito, negli individui possono verificarsi difficoltà a derogare da queste regole. La scelta di non consentirsi deroghe dalla Stroke Economy allontana l'individuo dalla spontaneità, un elemento importante dell'autonomia. Si generano così nell'individuo svalutazioni ed emozioni parassite.

#### Esempio di "stroke economy"
Consideriamo il seguente dialogo:
A: Buongiorno.
B: Buongiorno.
A: Come va?
B: Bene, grazie. E lei?
A: Beh, al solito, grazie.
B: Buona giornata, allora.
A: Altrettanto.
Un simile scambio, sostiene Berne, non contiene in realtà alcuna informazione 
, che anzi è accuratamente sottaciuta: A non ha alcun reale interesse a sapere come stia davvero B, che probabilmente ci metterebbe molto tempo a spiegarglielo, e viceversa. Si tratta invece di un rituale sociale a base di stroke, durante il quale gli individui si scambiano un numero di "carezze" dipendenti dalla loro conoscenza reciproca e dalle circostanze. Se B avesse protratto la conversazione rivolgendo numerose altre domande, avrebbe causato la perplessità e l'imbarazzo di A, che si attendeva un numero ridotto di stroke (che in termini di analisi transazionale equivale a "Mi doveva solo tre carezze, perché me ne ha fatte di più?"); al contrario, ad una mancata risposta di B al saluto di A, questi si sarebbe offeso in quanto la "carezza" non era stata ricambiata
.

### Emozioni parassite
Le emozioni in una persona sana sono vissute in armonia con i propri bisogni e desideri. Le emozioni che l'individuo vive però possono anche impedirgli di realizzare quelli che ritiene i propri bisogni e desideri. Ad esempio, l'individuo potrebbe essere triste sebbene si trovi ad una festa e desideri socializzare. La tristezza viene vissuta strutturando il tempo nell'isolamento, e si verifica l'impossibilità di procedere nella strutturazione del tempo verso l'intimità desiderata e verso uno scambio di carezze più stimolanti. In tal caso la tristezza si può quindi definire come una emozione parassita.
Le emozioni parassite si presentano unite alle svalutazioni e si contrastano insieme a queste.

### Posizioni esistenziali
Le posizioni esistenziali sono quattro e descrivono come una persona vede sé e gli altri. I segni + e - riportati nelle descrizioni seguenti indicano un'asserzione positiva o negativa riferita alla posizione esistenziale:
- Io sono OK; tu sei OK: + + (posizione esistenziale sana, che induce ad un comportamento assertivo)
- Io sono OK; tu NON sei OK: + - (comportamento aggressivo)
- Io NON sono OK; tu sei OK: - + (comportamento passivo, servile; depressione)
- Io NON sono OK; tu NON sei OK: - - (futilità, cinismo)

La posizione esistenziale di un soggetto può cambiare con il passare del tempo, anche breve.
Esistono anche le "posizioni a tre", che esaminano la valutazione che l'individuo effettua nei confronti di sé stesso, del suo interlocutore e degli "altri"
:
- Io sono OK; tu sei OK; loro sono OK: + + + (posizione aperta, socievole, democratica)
- Io sono OK; tu sei OK; loro NON sono OK: + + - (posizione snobistica, demagogica)
- Io sono OK; tu NON sei OK; loro sono OK: + - + (posizione dello scontento, polemica)
- Io sono OK; tu NON sei OK; loro NON sono OK: + - - (posizione solitaria, arrogante)
- Io NON sono OK; tu sei OK; loro sono OK: - + + (posizione masochistica, depressiva)
- Io NON sono OK; tu sei OK; loro NON sono OK: - + - (posizione subordinata)
- Io NON sono OK; tu NON sei OK; loro sono OK: - - + (posizione dell'invidia servile)
- Io NON sono OK; tu NON sei OK; loro NON sono OK: - - - (posizione pessimistica, cinica)

### Gioco
È una tipologia di Strutturazione del tempo ad alto contenuto emotivo, ma altamente prevedibile, che si svolge secondo uno schema fisso e termina in modo sgradevole per entrambi i partecipanti. Alla base di dipendenze, litigi frequenti, incomprensioni durevoli e simili sofferenze.
Lo schema è il seguente:
G + A = R > S > X > TC
G = Gancio, vale a dire la prima mossa o stimolo che compie il giocatore partendo da una svalutazione di sé, o degli altri, o della realtà, e cercando di coinvolgere altre persone nel proprio gioco (Francesco si lamentava dicendo di non saper eseguire la consegna, perché era per lui troppo difficile: svalutazione di sé).
A = Anello, vale a dire l'aggancio dell'interlocutore allo stimolo, il punto debole di chi si lascia "agganciare" (l'insegnante risponde che l'attività non è affatto difficile e che si può eseguire anche in poco tempo).
R = Risposta al G + A nella comunicazione (Francesco dice che proverà a svolgere il compito, ma non lo finisce; l'insegnante si infuria e minaccia di mandarlo fuori in punizione per l'intera giornata).
S = Scambio di ruoli (o Colpo di scena) che avviene ad un certo punto del gioco (Francesco inizia a disturbare in classe perseguitando la maestra; l'insegnante, vittima del suo atteggiamento, sente di non riuscire a dominarlo).
X = Confusione, vale a dire disagio psicologico negli interlocutori (sia Francesco sia l'insegnante avvertono un notevole intensificarsi del vissuto emotivo).
TC = Tornaconto, vale a dire stato d'animo finale negativo in entrambi gli interlocutori (Francesco è triste perché rimane lontano dalla sua maestra e dai suoi compagni tutto il giorno, mentre l'insegnante sente di aver fallito come insegnante e come educatrice).

#### Triangolo psicodrammatico
Il triangolo psicodrammatico o triangolo di Karpman è un'altra modalità di lettura dei Giochi. Esso è composto da tre ruoli: Persecutore, Salvatore e Vittima. Un Gioco, per essere completo, implica che almeno uno dei due interlocutori cambi ruolo.

#### Esempio di gioco: "Perché non... sì, ma"
Nell'opera A che gioco giochiamo? Berne elenca numerosi "giochi" tipicamente adottati in varie circostanze sociali. Un esempio è quello denominato "Perché non...sì, ma" (PNSM). A sottopone agli altri presenti - B e C - un problema, quindi procede a confutare senza sosta tutte le possibili soluzioni che gli vengono proposte:
A: Il rubinetto del bagno perde.
B: Perché non chiami un idraulico?
A: Sì, ma costa troppo, e poi chissà quando arriverebbe.
C: Perché non lo ripara tuo marito?
A: Sì, ma non è bravo in queste cose, e non ha mai tempo.
B: Perché non lo fai tu?
A: Sì, ma non sono capace.
... e così via, fino a che B e C hanno esaurito tutti i suggerimenti, e si dichiarano "sconfitti" (ammettendolo apertamente, ma anche tacendo o cambiando discorso) e A ha la "soddisfazione" di veder riconosciuto come irresolubile il suo problema.
È evidente come lo scopo della conversazione per A non è tanto la richiesta di un suggerimento (Adulto → Adulto), dato che si affretta a scartare tutte le soluzioni; in realtà, il "gioco" è attuato dal Bambino, ed ha la funzione di strutturare il tempo trascorso insieme a B e a C.
Se mancasse la fase finale (la sconfitta di B e C) si tratterebbe di un innocuo "Passatempo" (volto appunto solo alla strutturazione del tempo), ma a quel punto si verifica lo "Scambio" dei ruoli (A da Vittima del rubinetto a Persecutore di B e C, e costoro da Salvatori a Vittime) e si ha il Tornaconto, cioè uno scambio di Strokes (negative), e si attua il meccanismo tipico di un Gioco.

### La "Guarigione" intesa come potenziamento dell'Adulto
L'obiettivo che ci si prefigge avviando l'analisi transazionale è di ristabilire l'autonomia e di rendere più stabile la condizione di problem solving dell'individuo. In questo senso si tratta quindi di avvicinarsi alla condizione in cui le emozioni ci aiutano a risolvere i nostri problemi e a soddisfare i nostri bisogni, anziché contrastare i nostri sforzi ed intralciarli inutilmente.

### Matrice di svalutazione
Strumento sviluppato da Mellor e Schiff, la Matrice di Svalutazione consiste in una matrice con le colonne Stimoli, Problemi, Opzioni e con le righe Esistenza, Importanza, Possibilità di cambiamento, Capacità personali di cambiamento.
Procedendo secondo un ordine prestabilito dagli studiosi che lo propongono (a partire dall'Esistenza degli Stimoli) si può scoprire in quale area avviene la Svalutazione. Una volta individuata si può procedere a rimuoverla.
Per esempio la casella Esistenza degli Stimoli si compila descrivendo ciò che si prova: bruciore di stomaco, tristezza, difficoltà di concentrazione, rabbia, rancore, dolore, eccessiva euforia, eccetera. Poi si passerà a determinare l'Importanza di questo Stimolo, il che richiede una conoscenza del corpo e dell'animo umano che si può approfondire appositamente per imparare a compilare la matrice. La tecnica è di facile apprendimento e può conseguire rapidi e stabili miglioramenti, ripristinando la condizione di Problem Solving.

### OK Corral
OK Corral è un metodo di rappresentare su due assi, denominati I e U, dell'insieme di convinzioni che si hanno su sé stessi e sugli altri.

### Problem Solving
L'Analisi Transazionale fornisce la base teorica per un lavoro terapeutico che si rivolge a proteggere e sviluppare il Problem solving. Attività, stato e capacità dell'individuo "Spontaneo", un metodo che consiste nell'individuare i propri bisogni e desideri, con precisione e realismo, ed agire in maniera concreta ed efficace per realizzarli in tempo utile, impiegando tutte le informazioni a disposizione.

### Qui-e-Ora
Insieme di stimoli reali che il corpo percepisce dall'ambiente circostante tramite i cinque sensi nel qui e adesso (hic et nunc). Le Svalutazioni sopprimono, restringono e deformano gli stimoli percepiti nel Qui-e-Ora, impedendo il loro utilizzo per il Problem Solving.
Rimanere nel Qui-e-Ora può essere fonte di emozioni piacevoli e benefiche. Si tratta di una esperienza che può essere assimilata alla gioia del gioco infantile, produrre uno stato di Flusso (area di performance ottimale) o somigliare a certi tipi e stati di meditazione. Nel caso l'individuo si trovi in compagnia, la gestione del Qui-e-Ora conduce alla Strutturazione del tempo secondo una precisa modalità.

### Rigenitorializzazione
Processo terapeutico adottato dagli Schiff, basato sul ricreare un ruolo genitoriale temporaneo a scopo terapeutico, coltivando nel terapeuta lo Stato dell'Io del Genitore. Gradualmente il paziente si esercita ed apprende, attraverso la relazione con il terapeuta-Genitore, gli Stati dell'Io Genitore e Bambino più consoni al suo armonioso e più sano sviluppo. Per dare una cornice equa al processo gli Schiff adottavano legalmente i pazienti.

### Script/Copione
L'analisi transazionale fornisce anche una teoria dello sviluppo infantile. Il concetto di copione, tra i più noti in quest'ambito, illustra come molti degli schemi di vita attuali di un soggetto, abbiano origine nell'infanzia. Nel quadro del copione, l'analisi transazionale elabora spiegazioni di come l'adulto riproponga continuamente le strategie che ha appreso nell'infanzia, anche quando esse generano risultati dolorosi o autolesionisti. Berne individua tre categorie di persone, ognuna delle quali ha il suo copione: il vincitore, il non-vincitore e il perdente. Il vincitore è quella persona che ottiene sempre tutto, e il suo copione è quello del "sempre", cioè il messaggio del genitore interno è "Tu vincerai sempre". Il non-vincitore è una persona che su dieci obiettivi ne realizza nove. Il suo copione è il "quasi". cioè "tu arriverai quasi in cima, ma poi basta", o "accontentati di ciò che hai vinto finora". Il perdente è quella persona che non ottiene niente, che ha il copione del "mai", cioè "Tu non farai mai niente, non otterrai niente dalla vita".

### Spontaneità
Una parte essenziale della "guarigione": viene intesa come la capacità di reagire in maniera appropriata a quello che avviene "qui e ora". Se siamo spontanei le nostre reazioni naturali ci aiutano a realizzare i nostri bisogni e desideri. Non si parlerà di "spontaneità" quando queste invece finiscono con l'ostacolarci o risultare inutilmente "costose". Nel primo caso le emozioni verranno chiamate "emozioni genuine", nel caso opposto si parla di "emozioni parassite". La "spontaneità" viene danneggiata dalle svalutazioni.

### Strutturazione del tempo
In analisi transazionale si considera che ogni individuo, posto in presenza di altri, sceglierà liberamente di strutturare il proprio tempo in uno dei seguenti modi:
- isolamento (l'individuo evita gli altri e non vi interagisce);
- rituali (l'individuo si impegna in interazioni regolate da norme condivise);
- passatempi (oltre alle norme condivise si presenta la possibilità di ricche variazioni come negli scacchi o nel gioco delle carte, ma sempre sulla base di regole rigide);
- attività (le regole sono imposte non più dalla sola convenzione ma dalla necessità; un esempio è l'attività lavorativa volta a guadagnarsi da vivere);
- giochi (interazioni ad alto contenuto emotivo ma di natura ripetitiva: litigi frequenti e discussioni inutili, ripicche; avviene secondo uno schema fisso);
- intimità.

La lista è in ordine crescente di rischio e anche in ordine crescente di intensità delle "carezze" che si possono scambiare.

### Svalutazione
Una "svalutazione" consiste nell'ignorare un elemento utile alla soluzione del proprio problema o nel conferire eccessiva enfasi ad un elemento che impedisce la soluzione.
Contrastare le "svalutazioni" permette di ricreare una situazione di Problem Solving.
Le "svalutazioni" si possono rilevare tramite la compilazione di una matrice di svalutazione.

## Analisi critica di alcune pratiche relative all'AT
L'Associazione Internazionale di Analisi Transazionale (ITAA) pone la dovuta attenzione verso un uso abusivo e imprudente dell'AT da parte di operatori non sufficientemente qualificati.
Anche la Mission interministérielle de vigilance et de lutte contre les dérives sectaires mette in guardia nei confronti di alcuni operatori del settore, «à propos des dangers qu'une pratique inappropriée de l'Analyse Transactionnelle est susceptible d'engendrer» (sui pericoli che una pratica inappropriata dell'AT può generare), senza mettere in discussione le basi dell'analisi transazionale.

### Jacqui Schiff
Jacqui Schiff «si presentava come facitrice di miracoli, guarendo gli schizofrenici grazie all'Analisi Transazionale, facendoli regredire e poi rigenitorializzandoli, soluzione economica miracolosa in un'America dove l'ospedalizzazione pubblica era in permanente crisi finanziaria.»
«Essa considerava che la schizofrenia veniva dalla madre strega, dato che lo stato dell'io bambino della madre era integrato nello stato dell'io genitoriale del paziente. La soluzione era di far regredire il soggetto e farlo ritornare allo stadio infantile. Tuttavia questa madre strega poteva essersi addormentata e svegliarsi in una collera omicida: la regressione doveva essere condotta con molta cura». Poco dopo la morte di Berne, Jacqui Schiff pubblicò un libro intitolato All my children (Sono diventati miei figli). Questo libro si proponeva come la "bibbia" del reparenting.
«Eppure Jacqui Schiff era già stata contestata negli Stati Uniti, in seguito alla morte nel 1972, di John Hartwell, i suoi metodi di reparenting erano stati messi seriamente in discussione.»
«Nel 1974, l'ITAA (Associazione Internazionale di Analisi Transazionale) accordò a Jacqui e Aaron Schiff il premio Eric Berne Scientific Memorial Award».
«Nel 1978 il consiglio di amministrazione dell'ITAA promosse una inchiesta sulle attività di Jacqui Schiff», «Le fu intimato di fornire un manuale completo delle sue tecniche di reparenting per ottenere l'approvazione dei suoi pari. Il suo rifiuto comportò de facto la sua esclusione dall'ITAA».
Dopo la sua radiazione dall'ITAA, Jacqui Schiff continuerà la sua strada in India, a Bangalore agli inizi degli anni ottanta, dove «riemergono delle voci sulla morte di un bambino di 6 anni», dopodiché si trasferirà in Inghilterra nel 1985.
Margaret Thaler Singer e Janja Lalich riportano nel loro libro Terapie folli i metodi di Jacqui Schiff, che potevano condurre il paziente ad indossare i pannolini, succhiarsi il pollice e bere dal biberon.
Dopo la morte di Jacqui Schiff, a luglio 2002, fu pubblicato un omaggio di Salomon Nasielski nella rivista francese di Analisi Transazionale. Esso descrive Jacqui Schiff come vittima di una "polemica astiosa". Secondo questo psicologo, Jacqui Schiff sarebbe "stata sottoposta a espulsione da alcune città degli Stati Uniti d'America per motivi vaghi". Per lui resterà "una donna eccezionale: essa ha dato agli schizofrenici la speranza di guarire. I controlli a più di venti anni di distanza di diverse centinaia di pazienti guariti, hanno confermato che non si tratta di remissione, ma di una guarigione, con reinserimento nella vita sociale, professionale, relazionale, emozionale e di partecipazione civile". Nasielski conclude sostenendo che Jacqui Schiff merita "un posto accanto a Sigmund Freud: la seconda grande innovatrice nella psicoterapia del XX secolo".
Ma nel 1994 Alan Jacobs, teorico di AT che ha ricevuto nel 1996 il premio Eric Berne Memorial Award, e che è dal 1998 l'editore della rivista Analisi Transazionale ufficiale dell'Unione ITAA, pubblica nella stessa rivista un articolo "altamente critico che analizza i metodi e le teorie di J. Schiff in riferimento agli otto criteri R. J. Lifton, che gli Stati Uniti utilizzano per valutare il totalitarismo ideologico e settario. Jacobs conclude che "la teoria del reparenting schiffiano, e in particolare i concetti di passività e di confronto, sono stati esempi che hanno dimostrato come teorie non convalidate possano diventare ideologie che servono come sostegno al totalitarismo, ricorrendo in particolare a riforma del pensiero, cattivo uso dei principi e abuso di potere."

### Patricia Crossman
Dal settembre 2004 Patricia Crossman, un'anziana teorica di AT, ha messo a disposizione del pubblico sul sito web Skeptic Report l'articolo L'eziologia di una epidemia sociale. In questo articolo descrive e paragona due approcci che hanno molte analogie: da un lato, la terapia dell'attaccamento (AT, in inglese), le cui derive hanno causato la morte di una giovane ragazza di nome Candace Newmaker nel 2000, nello Stato del Colorado, negli Stati Uniti d'America, e dall'altro quella dell'analisi transazionale (TA in inglese) e in particolare le azioni di Jacqui Schiff, teorica riconosciuta e premiata dall'Associazione Internazionale di Analisi Transazionale, così come quella dei suoi discepoli e della sua scuola chiamata Cathexis. Diverse condanne mettono comunque in risalto l'insicurezza di questi metodi.
Patricia Crossman aveva ricevuto il premio Eric Berne Memorial Award Scientific nel 1976 e lo ha respinto nel 1979. Ha scritto nel numero di maggio-giugno de Lo script, organo ufficiale dell'ITAA: 
Bill Cornell, l'editore di Script le ha risposto nel 1994:
In questa occasione Bill Cornell ha anche espresso l'idea che non poteva "chiedere ad un autore di eliminare un riferimento perché il primo autore ha cambiato il suo pensiero". Questa posizione è ben lungi dall'essere conforme al principio di dati e teorie aggiornate (ad esempio: medicina basata su prove di efficacia) dove giustamente sono regolarmente sottoposti a revisione.
Patricia Crossman esplicita il suo pensiero nel numero successivo dello Script, indicando che rifiutava l'articolo perché